# Sentimental Value
Sentimental Value (em norueguês: Affeksjonsverdi) é um filme de comédia dramática dirigido por Joachim Trier, coescrito por ele e Eskil Vogt. 
É estrelado por Renate Reinsve, Inga Ibsdotter Lilleaas, Stellan Skarsgard, Elle Fanning e Cory Michael Smith.
O longa teve sua estreia mundial na mostra competitiva do Festival de Cinema de Cannes 2025, onde foi nomeado à Palma de Ouro.

## Elenco
- Renate Reinsve como Nora
- Inga Ibsdotter Lilleaas como Agnes
- Stellan Skarsgard como Gustav
- Elle Fanning
- Cory Michael Smith

## Produção
As filmagens começaram em agosto de 2024 em Oslo

## Lançamento
Em 10 de abril de 2025, Sentimental Value foi anunciado como parte da mostra competitiva do Festival de Cannes 2025 (agendado para maio de 2025) concorrendo à Palma de Ouro. Minutos depois, a Mubi anuciou que havia adquirido os direitos de distribição do filme para o Reino Unido, Irlanda, America Latina, Turquia e India.Nos Estados Unidos, o filme será distribuido pela Neon.

## Recepção
Após a sessão de lançamento em Cannes, o longa foi aplaudido por 19 minutos tornando-se o terceiro filme mais aplaudido no festival.

### Prêmios e indicações
| Ano  | Cerimônia          | Categoria     | Receptor      | Resultado |
| ---- | ------------------ | ------------- | ------------- | --------- |
| 2025 | Festival de Cannes | Palma de Ouro | Joachim Trier | Indicado  |
| 2025 | Festival de Cannes | Grand Prix    | Joachim Trier | Venceu    |